# فيكتور شيف
فيكتور شيف (بالألمانية: Victor Schiff)‏ (و. 1895 – 1953 م) هو صحفي ألماني، ولد في باريس، كان عضوًا في الحزب الديمقراطي الاجتماعي الألماني، توفي في روما، عن عمر يناهز 58 عاماً.